# Valentin Moeratov
Valentin Ivanovitsj Moeratov (Russisch: Валентин Иванович Муратов) (Serpoechov, 30 juli 1928 - Moskou, 6 oktober 2006) was een Sovjet-Russisch turner.  
Moeratov won met het debuterende Sovjetploeg de olympische gouden medaille tijdens de Olympische Zomerspelen 1952 in Helsinki.
Moeratov werd in 1954 viermaal wereldkampioen namelijk in de meerkamp, landenwedstrijd, rekstok en op vloer. In 1956 werd Moeratov olympisch kampioen op sprong, vloer en in de landenwedstrijd en de zilveren medaille aan de ringen.
Moeratov was trainer van de Sovjetploeg vanaf 1960 tot en met 1968.
Moeratovs vrouw Sofia won tweemaal de olympische landenwedstrijd bij de dames.

## Resultaten

### Olympische Zomerspelen
| Jaar | Plaats    | Resultaten                                                                                             |
| ---- | --------- | --- |
| 1952 | Helsinki  | in de landenwedstrijd 4e in de meerkamp 11e op vloer 8e aan de brug 9e aan de rekstok 5e aan de ringen |
| 1956 | Melbourne | op sprong op vloer in de landenwedstrijd aan de ringen 5e in de meerkamp                               |

### Wereldkampioenschappen turnen
| Jaar | Plaats | Resultaten                                                                        |
| ---- | ------ | --------------------------------------------------------------------------------- |
| 1954 | Rome   | in de meerkamp · in de rekstok · op vloer · in de landenwedstrijd · aan de ringen |
| 1958 | Moskou | in de landenwedstrijd                                                             |

1896: Carl Schuhmann ·
1904: Anton Heida, George Eyser ·
1924: Frank Kriz ·
1928: Eugen Mack ·
1932: Savino Guglielmetti ·
1936: Alfred Schwarzmann ·
1948: Paavo Aaltonen ·
1952: Viktor Tsjoekarin ·
1956: Helmut Bantz, Valentin Moeratov ·
1960: Takashi Ono, Boris Sjachlin ·
1964: Haruhiro Yamashita ·
1968: Mikhail Voronin ·
1972: Klaus Köste ·
1976: Nikolaj Andrianov ·
1980: Nikolaj Andrianov ·
1984: Lou Yun ·
1988: Lou Yun ·
1992: Vitali Tsjerbo ·
1996: Aleksej Nemov ·
2000: Gervasio Deferr ·
2004: Gervasio Deferr ·
2008: Leszek Blanik ·
2012: Yang Hak-seon ·
2016: Ri Se-gwang ·
2020: Shin Jea-hwan ·
2024: Carlos Yulo
1932: István Pelle ·
1936: Georges Miez ·
1948: Ferenc Pataki ·
1952: William Thoresson ·
1956: Valentin Moeratov ·
1960: Nobuyuki Aihara ·
1964: Franco Menichelli ·
1968: Sawao Kato ·
1972: Nikolaj Andrianov ·
1976: Nikolaj Andrianov ·
1980: Roland Brückner ·
1984: Li Ning ·
1988: Sergei Charkow ·
1992: Li Xiaoshuang ·
1996: Ioannis Melissanidis ·
2000: Igors Vihrovs ·
2004: Kyle Shewfelt ·
2008: Zou Kai · 
2012: Zou Kai · 
2016: Max Whitlock · 
2020: Artem Dolgopyat · 
2024: Carlos Yulo
1904: Grieb, Hess, Heida, Kassell, Lenhart, Reckeweg ·
1908: Åsbrink, Bertilsson, Cedercrona, Cervin, Degermark, Folcker, Forssman, Granfelt, Hårleman, Hellsten, Höjer, Holmberg, Holmberg, Holmberg, Jahnke, Jarlén, Johnsson, Johnsson, von Kantzow, Landberg, Lanner, Ljung, Moberg, Norberg, Norberg, Norberg, Norling, Norling, Olson, Peterson, Rosén, Rosenquist, Sjöblom, Sörvik, Sörvik, Svensson, Vingqvist, Widforss ·
1912: Bianchi, Boni, Braglia, Domenichelli, Fregosi, Gollini, Loi, Maiocco, Mangiante, Mangiante, Mazzarocchi, Romano, Salvi, Savorini, Tunesi, Zampori, Zanolini, Zorzi ·
1920: Andreoli, Bellotto, Bianchi, Bonatti, Cambiaso, Contessi, Costigliolo, Costigliolo, Domenichelli, Ferrari, Fregosi, Ghiglione, Levati, Loi, Lucchetti, Maiocco, Mandrini, Mangiante, Marovelli, Mastromarino, Paris, Pastorini, Roselli, Salvi, Tubino, Zampori, Zorzi ·
1924: Cambiaso, Lertora, Lucchetti, Maiocco, Mandrini, Martino, Paris, Zampori ·
1928: Grieder, Güttinger, Hänggi, Mack, Miez, Pfister, Steinemann, Wezel ·
1932: Capuzzo, Guglielmetti, Lertora, Neri, Tognini ·
1936: Beckert, Frey, Schwarzmann, Stadel, Stangl, Steffens, Volz, Winter ·
1948: Aaltonen, Huhtanen, Laitinen, Rove, Saarvala, Salmi, Savolainen, Teräsvirta ·
1952: Beljakov, Berdijev, Korolkov, Leonkin, Moeratov, Perelman, Sjaginjan, Tsjoekarin ·
1956: Azarjan, Moeratov, Sjachlin, Stolbov, Titov, Tsjoekarin ·
1960: Aihara, Endo, Mitsukuri, Ono, Takemoto, Tsurumi ·
1964: Endo, Hayata, Mitsukuri, Ono, Tsurumi, Yamashita ·
1968: Endo, S. Kato, T. Kato, Kenmotsu, Nakayama, Tsukahara ·
1972: Kasamatsu, Kato, Kenmotsu, Nakayama, Okamura, Tsukahara ·
1976: Fujimoto, Igarashi, Kajiyama, Kato, Kenmotsu, Tsukahara ·
1980: Andrianov, Azarjan, Ditjatin, Makoets, Markelov, Tkatsjov ·
1984: Conner, Daggett, Gaylord, Hartung, Johnson, Vidmar ·
1988: Artemov, Bilozertsjev, Gogoladze, Charkow, Ljoekin, Novikov ·
1992: Belenki, Korobtsjinski, Misjoetin, Sjaripov, Tsjerbo, Voropajev ·
1996: Sergei Charkow, Krjoekov, Nemov, Podgorny, Troesj, Vasilenko, Voropajev ·
2000: Huang, Li, Xiao, Xing, Yang, Zheng ·
2004: Kashima, Mizutori, Nakano, Tomita, Tsukahara, Yoneda ·
2008: Chen, Huang, Li, Xiao, Yang, Zou ·
2012: Chen, Feng, Guo, Zhang, Zou ·
2016: Katō, Shirai, Tanaka, Uchimura, Yamamuro ·
2020: Abljazin, Beljavskij, Dalalojan, Nagorny ·
2024: Hashimoto, Kaya, Oka, Sugino, Tanigawa